# 5e corps d'armée (États-Unis)
Pour les articles homonymes, voir 5e corps d'armée.
Le 5e corps d'armée (en anglais V corps) - surnommé le Victory Corps, c'est-à-dire corps d'armée de la victoire - est un corps d'armée de l'armée des États-Unis qui a été dissout et recréé quatre fois. Il a été subordonné de la guerre froide à 2013 à la VIIe armée américaine, aujourd'hui connue sous le nom de US Army Europe.

## Histoire duVecorps d'armée américain
Le Ve corps d'armée est activé pour la première fois pendant la guerre de Sécession pour l'armée de l'Union, en 1862. Il fait partie de l'armée du Potomac et est dissous à la fin de la guerre en 1865. Il est réactivé en juillet 1898 pendant la guerre hispano-américaine et dissous dès le mois de septembre suivant.
Lors de la première guerre mondiale, le Ve corps d'armée américain est reformé à Remiremont, en France, le 7 juillet 1918 au sein de l'American Expeditionary Force. Sous le commandement du major général George H. Cameron, il participe à l'offensive sur le saillant de Saint-Mihiel. À la fin de la guerre, le corps participe à trois campagnes et conduit l'attaque principale dans l'offensive décisive de Meuse-Argonne sous les ordres du major général Charles P. Summerall. Il y gagne son surnom de "Victory Corps" et rentre aux États-Unis en 1919, où il est désactivé.

### Seconde Guerre mondiale
La dernière réactivation du Ve corps d'armée a lieu en octobre 1940 à Camp Beauregard en Louisiane. Il commence par prendre part aux grandes manœuvres de Louisiane à l'été 1941. À la suite de l'entrée en guerre des États-Unis, il est déployé en Irlande, devenant la première force américaine déployée sur le théâtre des opérations européen durant la Seconde Guerre mondiale.
Le Ve corps participe aux débarquement du 6 juin 1944. Il débarque à Omaha Beach avec la 1re division d'infanterie et la 29e division d'infanterie, où il subit de lourdes pertes à cause d'une défense allemande particulièrement efficace. Au cours de la bataille de Normandie et durant presque toute la campagne jusqu'à la capitulation allemande, le Ve corps est subordonné à la Ire armée américaine des États-Unis, à l'exception d'un bref détachement au profit de la VIIe armée au cours de l'automne 1944 et au profit de la IIIe armée pour les tout derniers jours de combat.

### Guerre froide

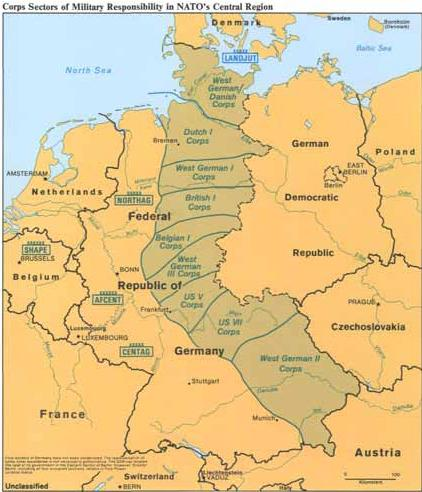
Secteur de responsabilité des corps d'armées de l'OTAN en Allemagne de l'Ouest depuis le retrait de la France du commandement intégré.

Garnisons des 5e et 7e corps d'armée dans les années 1980.

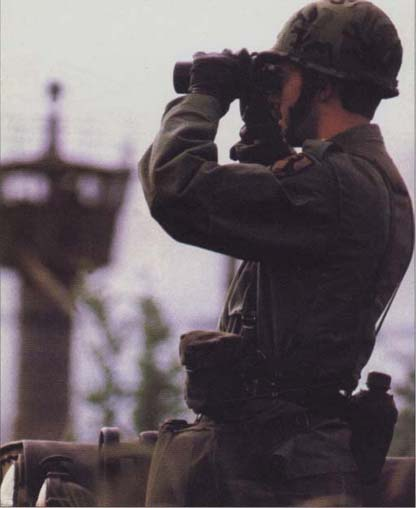
Soldat du 11e régiment de cavalerie blindé américain en service dans la trouée de Fulda pendant la guerre froide entre 1972 et le début des années 1980.

À la suite de la capitulation allemande, le Ve corps quitte l'Allemagne en 1946 pour s'installer en Caroline du Sud, puis en Caroline du Nord. Il retourne en Allemagne de l'Ouest en juin 1951 pour intégrer les troupes d'occupation américaine en Allemagne de l’Ouest à la suite de l'activation de deux corps d'armée au sein de la VIIe armée américaine, l'autre corps étant le VIIe corps d'armée américain. Le rôle du Ve corps évolua rapidement, et sa mission fut de faire face à la menace de l'armée rouge, en particulier la 8e armée de la Garde, en défendant spécifiquement la trouée de Fulda. Son quartier général est alors Wiesbaden Army Airfield.

### Après la guerre froide
Lorsque la première guerre du Golfe éclate, les unités du Ve corps sont envoyées sur le terrain d'opération, mais sous le commandement du VIIe corps d'armée et du XVIIIe corps aéroporté, le commandement du Ve corps étant maintenu en Allemagne.
De retour du Golfe, le VIIe corps d'armée fut dissous, laissant le Ve corps comme unique unité combattante américaine de ce niveau en Europe. Ses unités participent à un certain nombre d'opérations de maintien de la paix au cours des années 1990, notamment en Bosnie-Herzégovine et au Kosovo, bien que, tout comme lors de la guerre du Golfe, son commandement ne se soit pas déployé sur le théâtre d'opérations. En septembre 2000, le Ve corps participe à l'opération Victory Strike I (frappe victorieuse I), l'une des premières fois où des unités américaines purent se déployer en Pologne. En septembre 2001, cet exercice fut répété lors de Victory Strike, auquel prirent part 4 000 soldats Américains, Polonais et Italiens.
Lors de l'opération liberté irakienne en mars 2003, le quartier-général du Ve corps d'armée est déployé pour la première fois sur le théâtre des opérations depuis 1945. Il y contrôle alors la 3e division d'infanterie, la 101e division aéroportée ainsi qu'une brigade de la 82e division aéroportée. Sa mission terminée, il rendit le contrôle de l'Irak au IIIe corps d'armée américain.
Une part significative du Ve corps fut redéployée en Irak sous le nom de Task Force Victory sous le commandement du Lieutenant-Général Peter W. Chiarelli le 12 décembre 2006.
Le Ve corps d'armée américain à dissous le 15 septembre 2013, laissant subsister les seuls Ier, IIIe et XVIIIe corps. Ainsi, dès juillet 2006, la 1re division d'infanterie est redéployée aux États-Unis.
On annonce sa reformation le 11 février 2020 à Fort Knox. Il dispose d'environ 635 soldats dont près de 200 seront affectés, par rotation, au poste de commandement opérationnel en Europe. Le quartier général du corps d’armée devrait être opérationnel en automne 2020; le poste de commandement en Europe est inauguré a Poznań en Pologne le 20 novembre 2020 et a un effectif sur place de 200 hommes.

## Composition vers 2010 duVecorps d'armée
Ve Corps
- 1re division blindée
- 2e régiment de cavalerie Stryker
- 12e brigade d'aviation de combat
- 170e brigade d'infanterie
- 172e brigade d'infanterie
- 173e brigade aéroportée
- 357e détachement de défense anti-missile et anti-aérienne

## Réactivation 2020

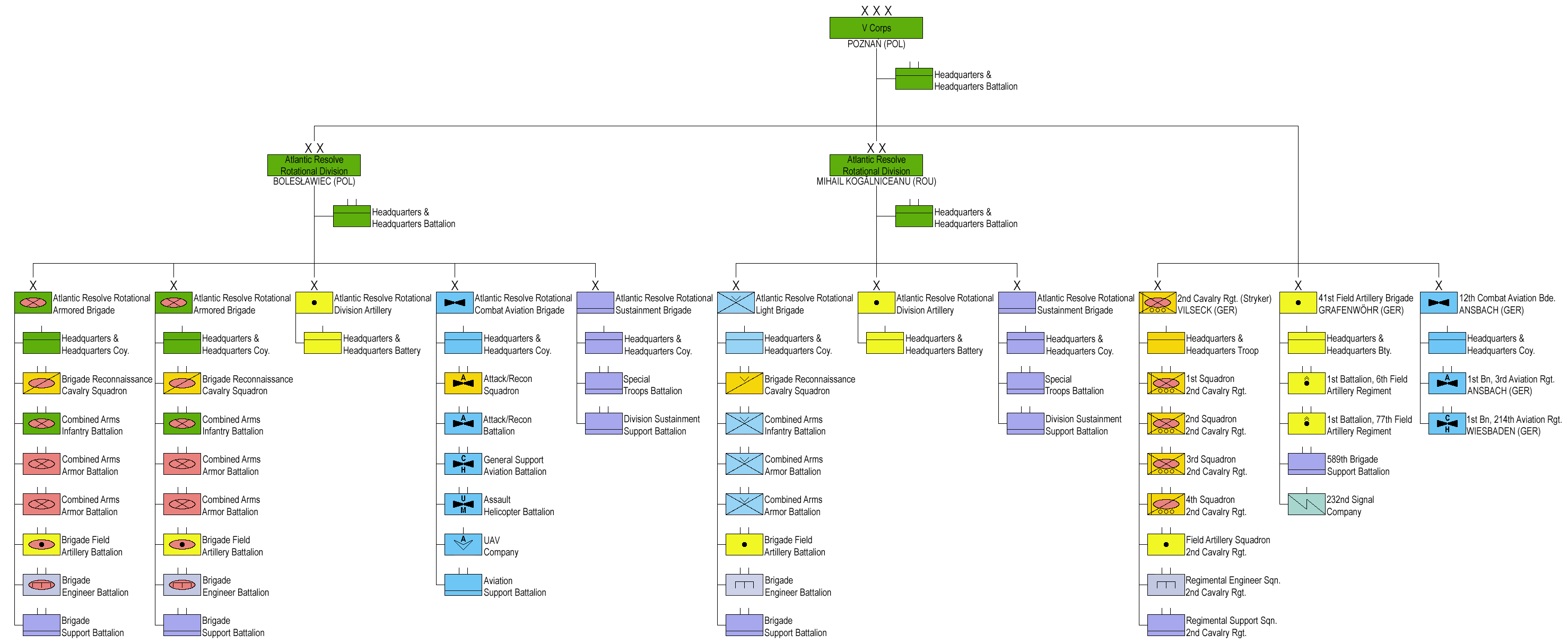
Son organisation en 2023.

Le 11 février 2020 le Corps est réactivé à fort Knox puis le général John S. Kolasheski est nommé commandant. Depuis le 22 juin 2022 le 5e est déployé à Poznań.

### Organisation 2023
- V Corps, à Poznań

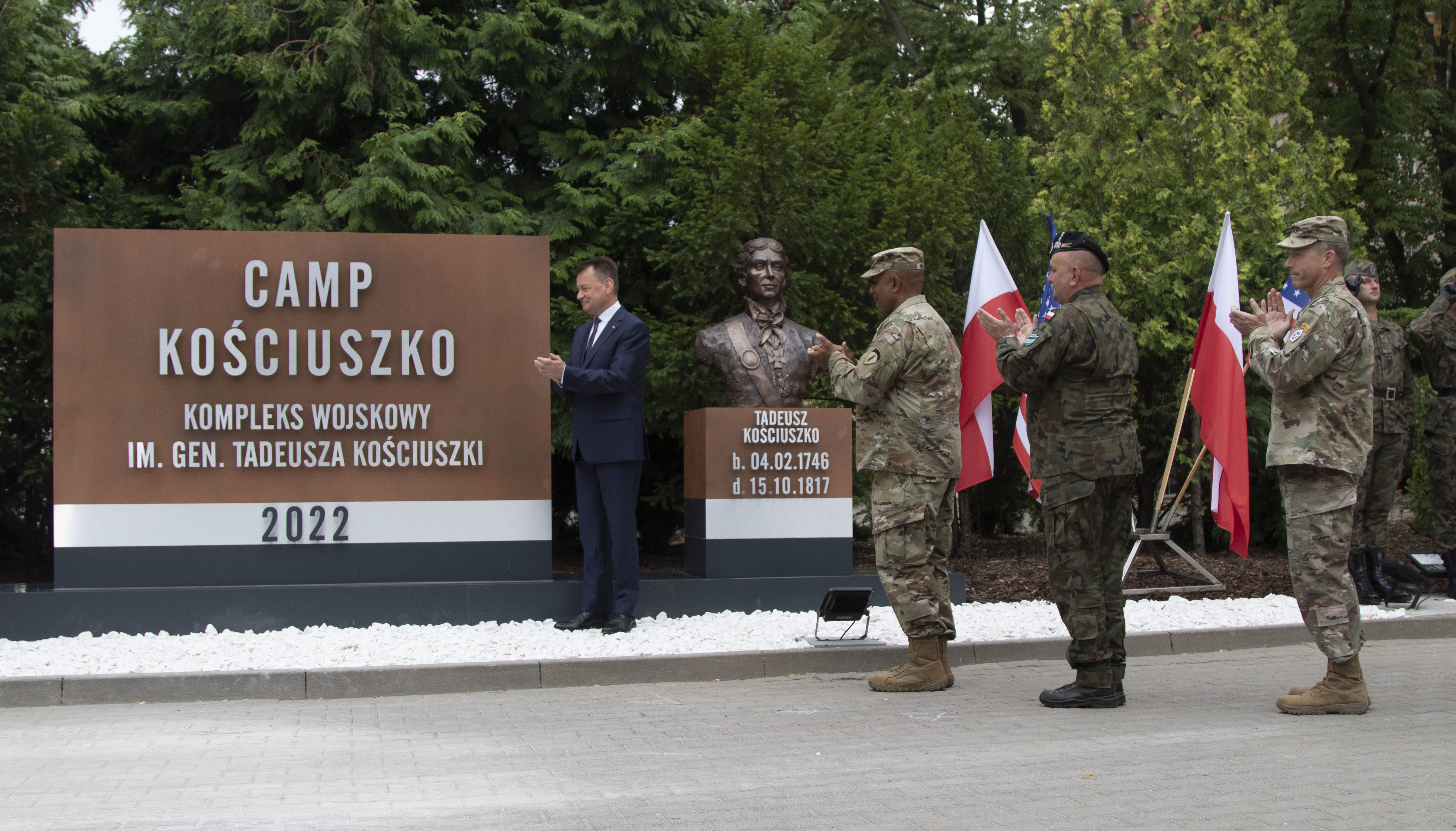
Cérémonie d'ouverture du camp.

  - Quartier général, camp Kościuszko[4] à Poznań
  - 2e régiment de cavalerie (États-Unis), Vilseck
  - 41e Brigade d'artillerie,  Grafenwöhr
  - 12e Brigade]d'aviation de combat, Ansbach
  - rotation des unités dans le cadre de l'opération Atlantic Resolve :
    - sur la base aérienne 57
      - une brigade d'infanterie
      - une brigade d’intendance

    - sur la base de Bolesławiec
      - deux brigades blindées
      - une brigade d'aviation
      - un brigade d'intendance

  - Plan d'action « réactivité » de l'OTAN en Pologne.

## Liste des commandants duVecorps d'armée
Le Ve corps d'armée a été dirigé par 44 différents commandants au cours de son histoire.
| - MG William M. Wright 12 juillet 1918 - 20 août 1918 - MG George H. Cameron 21 août 1918 - 11 octobre 1919 - MG Charles P. Summerall 12 octobre 1918 - 2 mai 1919 - MG Campbell B. Hodges 20 octobre 1940 - 16 mars 1941 - MG Edmund L. Daley 17 mars 1941 - 19 janvier 1942 - MG William S. Key 10 janvier 1942 - 19 mai 1942 - MG Russell P. Hartle 20 mai 1942 - 14 juillet 1943 - MG Leonard T. Gerow 15 juillet 1943 - 17 septembre 1944 - MG Edward H. Brooks 18 septembre 1944 - 4 octobre 1944 - MG Leonard T. Gerow 5 octobre 1944 - 14 janvier 1945 - MG Clarence R. Huebne15 janvier 1945 - 11 novembre 1945 - MG Frank W. Milburn 12 novembre 1945 - 6 juin 1946 - MG Orlando Ward 7 juin 1946 - 15 novembre 1946 - MG Stafford LeRoy Irwin 16 novembre 1946 - 31 octobre 1948 - LTG John R. Hodge 1er novembre 1948 - 31 août 1950 - LTG John W. Leonard 1er septembre 1950 - 18 juin 1951 - BG Boniface Campbell 19 juin 1951 - 1er août 1951 - MG John E. Dahlquist 2 août 1951 - 4 mars 1953 - MG Ira P. Swift 5 mars 1953 - 17 juin 1954 - LTG Charles E. Hart 18 juin 1954 - 28 mars 1956 - LTG Lemuel Mathewson 29 mars 1956 - 16 août 1957 - LTG F. W. Farrell 17 août 1957 - 31 mars 1959 - LTG Paul D. Adams 1er avril 1959 - 30 septembre 1960 - LTG Frederic J. Brown 1er octobre 1960 - 28 août 1961 - LTG John K. Waters 29 août 1961 - 14 mai 1962 - LTG John H. Michaelis 15 mai 1962 - 14 juillet 1963 - LTG Creighton W. Abrams 15 juillet 1963 - 3 août 1964 | - LTG James H. Polk 1er septembre 1964 - 27 février 1966 - LTG George R. Mather 28 février 1966 - 31 mai 1967 - LTG Andrew J. Boyle 1er juillet 1967 - 31 juillet 1969 - LTG C. E. Hutchin, Jr. 15 septembre 1969 - 23 janvier 1971 - LTG Willard Pearson 14 février 1971 - 31 mai 1973 - LTG William R. Desobry 1er juin 1973 - 24 août 1975 - LTG Robert L. Fair 25 août 1975 - 4 janvier 1976 - LTG Donn A. Starry 16 février 1976 - 17 juin 1977 - LTG Sidney B. Berry 19 juillet 1977 - 27 février 1980 - LTG Willard W. Scott, Jr. 27 février 1980 - 15 juillet 1981 - LTG Paul S. Williams, Jr. 15 juillet 1981 - 29 mai 1984 - LTG Robert L. Wetzel 29 mai 1984 - 23 juin 1986 - LTG Colin L. Powell 23 juin 1986 - 1er janvier 1987 - MG Lincoln Jones III 1er janvier 1987 - 23 mars 1987 - LTG John W. Woodmansee, Jr. 23 mars 1987 - 21 juillet 1989 - LTG George A. Joulwan 7 août 1989 - 9 novembre 1990 - LTG David M. Maddox 9 novembre 1990 - 17 juin 1992 - LTG Jerry R. Rutherford 17 juin 1992 - 6 avril 1995 - LTG John N. Abrams 6 avril 1995 - 31 juillet 1997 - LTG John W. Hendrix 31 juillet 1997 - 16 novembre 1999 - LTG James C. Riley 16 novembre 1999 - 18 juillet 2001 - LTG William S. Wallace 18 juillet 2001 - 14 juin 2003 - LTG Ricardo S. Sanchez 14 juin 2003 - 6 septembre 2006 - MG Fred D. Robinson 6 septembre 2006 - 19 janvier 2007 - LTG James D. Thurman 19 janvier 2007 - 8 août 2007 - LTG Kenneth W. Hunzeker 8 août 2007 - 31 juillet 2009 - BG Michael A. Ryan 8 août 2009 - 3 novembre 2010 - BG Allen W. Batschelet 3 novembre 2010 - juin 2011 - BG Ricky D. Gibbs juin 2011 - 10 janvier 2012 - LTG James L. Terry 10 janvier 2012 - 15 septembre 2013 - 2020 : John S. Kolasheski |

- MG = Major General, LTG = Lieutenant General, BG = Brigadier General